# Верхняя Германия
Верхняя Германия (лат. Germania Superior) — провинция Римской империи. Включала в себя область западной Швейцарии, французские области Юра и Эльзас и юго-западную Германию. Центром провинции был Могонциак. Другие значительные города: Везонтио, Аргенторат и Акемиттак.

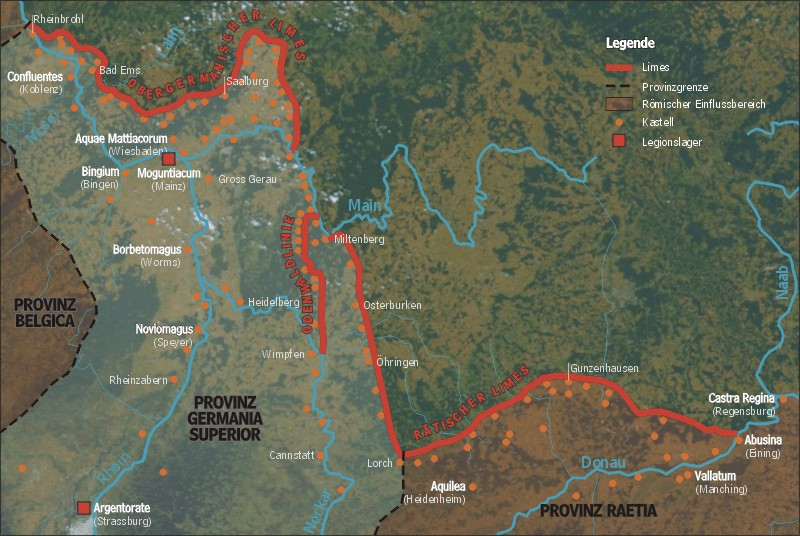
Северная часть провинции Верхняя Германия